# أدريانو غابيرو
كارلوس أدريانو دي سوزا فييرا (بالبرتغالية: Carlos Adriano de Souza Vieira‏) المعروف اختصاراً باسم أدريانو غابيرو (بالبرتغالية: Adriano Gabiru‏) لاعب كرة قدم برازيلي معتزل. سبق له تمثيل منتخب البرازيل لكرة القدم في دورة الألعاب الأولمبية الصيفية 2000 وكأس القارات 2003. كما حقق مع نادي إنترناسيونال لقب كوبا ليبرتادوريس 2006 وكأس العالم للأندية 2006، خاصةً أنه من أحرز هدف الفوز في المباراة النهائية التي كانت ضد برشلونة الإسباني.

## وصلات خارجية
- أدريانو غابيرو على موقع الاتحاد الدولي (مؤرشف)  (الإنجليزية)
- أدريانو غابيرو على موقع قاعدة بيانات كرة القدم.إي يو (الإنجليزية)
- أدريانو غابيرو على موقع ناشيونال فوتبول تيمز (الإنجليزية)
- أدريانو غابيرو على موقع Soccerway.com (الإنجليزية)